# Serie A 1976 (hockey su pista)
La Serie A 1976 è stata la 53ª edizione (la 27ª a girone unico), del torneo di primo livello del campionato italiano di hockey su pista. La competizione ha avuto inizio il 21 febbraio e si è conclusa il 31 luglio 1976.
Lo scudetto è stato conquistato dal Laverda Breganze per la prima volta nella sua storia.

## Stagione

### Novità
A prendere il testimone del Marzotto Valdagno e dell'Amatori Modena retrocesse in serie B vi furono, vincendo il campionato cadetto, l'Atl. Forte dei Marmi e il Pordenone; entrambe le compagini furono all'esordio in massaima serie. Al torneo parteciparono: AFP Giovinazzo, Amatori Lodi, Goriziana, Grosseto, Laverda Breganze, Monza, Novara (campione in carica), Follonica, Triestina, Trissino e appunto l'Atletico Forte dei Marmi e il Pordenone.

### Formula
La formula del campionato fu la stessa della stagione precedente; la manifestazione fu organizzata con un girone all'italiana, con gare di andata e ritorno per un totale di 22 giornate: erano assegnati 2 punti per l'incontro vinto e un punto a testa per l'incontro pareggiato, mentre non ne era attribuito alcuno per la sconfitta. Al termine del campionato la prima squadra classificata venne proclamata campione d'Italia mentre l'undicesima e la dodicesima classificate retrocedettero in serie B.

### Avvenimenti
Il campionato iniziò Il 21 febbraio e si concluse Il 7 agosto 1976. Fu un torneo molto equilibrato. Nel girone di andata fu il Monza a prendere la testa del torneo tallonato dal Breganze e dal solito Novara. Nel girone di ritorno fu il Breganze a prendere la testa della classifica e sembrava avviato a vincere il torneo. La prima squadra del terzetto di testa che si staccò fu il Novara campione in carica lasciando strada alle altre due compagini e perdendo il titolo dopo sette anni. Al termine della stagione i veneti e i lombardi si trovarono appaiati in testa alla classifica. Per decidere quale squadra fu campione d'Italia si dovette ricorrere per la prima volta ad uno spareggio. La gara fu disputata a Modena e vide i lanieri di Breganze vincere per 7 a 4 laureandosi per la prima volta nella loro storia campioni. A retrocedere in serie B furono l'Atletico Forte dei Marmi e la Triestina; i giuliani vinsero solo due gare arrivando ultimi. Per il club alabardato fu l'inizio di una crisi che nel 1990 porterà la società a terminare l'attività sportiva. Francesco Frasca dell'AFP Giovinazzo segnando 47 reti vinse la classifica dei cannonieri.

## Squadre partecipanti
| Club                 | Stag.    | Città                | Impianto                          | Stagione precedente               |
| -------------------- | -------- | -------------------- | --------------------------------- | --------------------------------- |
| AFP Giovinazzo       | dettagli | Giovinazzo (BA)      | Palasport di Giovinazzo           | 4º in Serie A                     |
| Amatori Lodi         | dettagli | Lodi (MI)            | PalaRiboni                        | 6º in Serie A                     |
| Atl. Forte dei Marmi | dettagli | Forte dei Marmi (LU) | PalaForte                         | 'In Serie B, promosso\|-          |
| Follonica            | dettagli | Follonica (GR)       | Pista Armeni                      | 8º in Serie A                     |
| Goriziana            | dettagli | Gorizia              | Palestra della Valletta del Corno | 9º in Serie A                     |
| Grosseto             | dettagli | Grosseto             | Pista di viale Manetti            | 3º in Serie A                     |
| Laverda Breganze     | dettagli | Breganze (VI)        | Centro Giovanile Don Bosco        | 2º in Serie A                     |
| Monza                | dettagli | Monza (MI)           | Pista di via Boccaccio            | 5º in Serie A                     |
| Novara               | dettagli | Novara               | Palazzetto dello sport            | '1º in Serie A, campione d'Italia |
| Pordenone            | dettagli | Pordenone            | ?                                 | 'In Serie B, promosso             |
| Triestina            | dettagli | Trieste              | PalaChiarbola                     | 7º in Serie A                     |
| Trissino             | dettagli | Trissino (VI)        | Pista di Trissino                 | 10º in Serie A                    |

### Allenatori e primatisti
| Squadra              | Allenatore           | Cannoniere                 |
| -------------------- | -------------------- | -------------------------- |
| AFP Giovinazzo       | Gianbattista Massari | Francesco Frasca (47 reti) |
| Amatori Lodi         |                      |                            |
| Atl. Forte dei Marmi | Verona               |                            |
| Goriziana            |                      |                            |
| Grosseto             |                      |                            |
| Laverda Breganze     | Leoni                |                            |
| Monza                | Motta                |                            |
| Novara               | Claudio Ghione       |                            |
| Follonica            |                      |                            |
| Pordenone            |                      |                            |
| Triestina            |                      |                            |
| Trissino             |                      |                            |

## Classifica finale
|  | Pos. | Squadra              | Pt | G  | V  | N | P  | GF  | GS  | DR   |
|  | ---- | -------------------- | -- | -- | -- | - | -- | --- | --- | ---- |
|  | 1.   | Laverda Breganze     | 32 | 22 | 14 | 4 | 4  | 95  | 65  | +30  |
|  | 2.   | Monza                | 32 | 22 | 14 | 4 | 4  | 101 | 70  | +31  |
|  | 3.   | Novara               | 25 | 22 | 12 | 1 | 9  | 112 | 82  | +30  |
|  | 4.   | Goriziana            | 25 | 22 | 10 | 5 | 7  | 79  | 64  | +15  |
|  | 5.   | Follonica            | 24 | 22 | 12 | 0 | 10 | 86  | 85  | +1   |
|  | 6.   | AFP Giovinazzo       | 22 | 22 | 9  | 4 | 9  | 94  | 79  | +15  |
|  | 7.   | Grosseto             | 22 | 22 | 10 | 2 | 10 | 82  | 67  | +15  |
|  | 8.   | Pordenone            | 22 | 22 | 10 | 2 | 10 | 106 | 95  | +11  |
|  | 9.   | Trissino             | 22 | 22 | 9  | 4 | 9  | 69  | 78  | -9   |
|  | 10.  | Amatori Lodi         | 21 | 22 | 10 | 1 | 11 | 78  | 53  | +25  |
|  | 11.  | Atl. Forte dei Marmi | 13 | 22 | 6  | 1 | 15 | 64  | 106 | -42  |
|  | 12.  | Triestina            | 4  | 22 | 2  | 0 | 20 | 52  | 174 | -122 |

Legenda:
      Campione d'Italia e qualificato in Coppa dei Campioni 1976-1977.
  Vincitore della Coppa Italia 1976.
      Qualificato in Coppa delle Coppe 1976-1977.
      Retrocessa in Serie B.
Note:
Due punti a vittoria, uno a pareggio, zero a sconfitta.
In caso di parità di punteggio, le posizioni erano decise per differenza reti generale.
Laverda Breganze campione d'Italia dopo aver vinto lo spareggio scudetto.

## Risultati

### Calendario
| Andata (1ª) | Andata (1ª) | Prima giornata                 | Ritorno (12ª) | Ritorno (12ª) |
|             |             |                                |               |               |
| 21 feb.     | 3-0         | Laverda-Breganze-Amatori Lodi  | 7-3           | 22 mag.       |
| 21 feb.     | 4-3         | Monza-Grosseto                 | 6-8           | 22 mag.       |
| 21 feb.     | 4-2         | Novara-Goriziana               | 4-6           | 22 mag.       |
| 21 feb.     | 4-1         | Pordenone-AFP Giovinazzo       | 5-6           | 22 mag.       |
| 21 feb.     | 7-4         | Triestina-Atletico Forte Marmi | 0-1           | 22 mag.       |
| 21 feb.     | 3-4         | Trissino-Follonica             | 5-4           | 22 mag.       |

| Andata (2ª) | Andata (2ª) | Seconda giornata                  | Ritorno (13ª) | Ritorno (13ª) |
|             |             |                                   |               |               |
| 21 feb.     | 6-3         | Atletico Forte dei Marmi-Trissino | 1-2           | 29 mag.       |
| 21 feb.     | 3-0         | Follonica-AFP Giovinazzo          | 0-4           | 29 mag.       |
| 21 feb.     | 3-0         | Goriziana-Amatori Lodi            | 2-4           | 29 mag.       |
| 21 feb.     | 8-0         | Grosseto-Triestina                | 9-2           | 29 mag.       |
| 21 feb.     | 5-6         | Laverda Breganze-Pordenone        | 3-2           | 29 mag.       |
| 21 feb.     | 3-2         | Monza-Novara                      | 2-3           | 29 mag.       |

| Andata (3ª) | Andata (3ª) | Terza giornata                     | Ritorno (14ª) | Ritorno (14ª) |
|             |             |                                    |               |               |
| 6 mar.      | 4-4         | AFP Giovinazzo-Laverda Breganze    | 4-9           | 5 giu.        |
| 6 mar.      | 4-1         | Amatori Lodi-Grosseto              | 1-5           | 5 giu.        |
| 6 mar.      | 5-2         | Follonica-Atletico Forte dei Marmi | 5-3           | 5 giu.        |
| 6 mar.      | 4-9         | Pordenone-Monza                    | 7-9           | 5 giu.        |
| 6 mar.      | 0-8         | Triestina-Novara                   | 3-11          | 5 giu.        |
| 6 mar.      | 1-1         | Trissino-Goriziana                 | 6-3           | 5 giu.        |

| Andata (4ª) | Andata (4ª) | Quarta giornata                    | Ritorno (15ª) | Ritorno (15ª) |
|             |             |                                    |               |               |
| 13 mar.     | 3-0         | Amatori Lodi-Follonica             | 2-4           | 12 giu.       |
| 13 mar.     | 6-3         | Grosseto-Goriziana                 | 0-0           | 12 giu.       |
| 13 mar.     | 3-2         | Laverda Breganze-Trissino          | 2-4           | 12 giu.       |
| 13 mar.     | 9-3         | Monza-Triestina                    | 7-4           | 12 giu.       |
| 13 mar.     | 4-2         | Novara-AFP Giovinazzo              | 1-3           | 12 giu.       |
| 13 mar.     | 12-4        | Pordenone-Atletico Forte dei Marmi | 1-4           | 12 giu.       |

| Andata (5ª) | Andata (5ª) | Quinta giornata                       | Ritorno (16ª) | Ritorno (16ª) |
|             |             |                                       |               |               |
| 20 mar.     | 3-4         | AFP Giovinazzo-Grosseto               | 1-4           | 19 giu.       |
| 20 mar.     | 3-2         | Atletico Forte dei Marmi-Amatori Lodi | 1-3           | 19 giu.       |
| 20 mar.     | 7-5         | Follonica-Pordenone                   | 2-7           | 19 giu.       |
| 20 mar.     | 3-3         | Goriziana-Monza                       | 4-5           | 19 giu.       |
| 20 mar.     | 0-2         | Triestina-Laverda Breganze            | 4-11          | 19 giu.       |
| 20 mar.     | 2-2         | Trissino-Novara                       | 0-11          | 19 giu.       |

| Andata (6ª) | Andata (6ª) | Sesta giornata                    | Ritorno (17ª) | Ritorno (17ª) |
|             |             |                                   |               |               |
| 27 mar.     | 2-4         | Amatori Lodi-AFP Giovinazzo       | 5-2           | 26 giu.       |
| 27 mar.     | 3-0         | Goriziana-Follonica               | 4-3           | 26 giu.       |
| 27 mar.     | 7-1         | Grosseto-Atletico Forte dei Marmi | 2-3           | 26 giu.       |
| 27 mar.     | 3-2         | Laverda Breganze-Monza            | 2-2           | 26 giu.       |
| 27 mar.     | 10-3        | Novara-Pordenone                  | 3-7           | 26 giu.       |
| 27 mar.     | 3-5         | Triestina-Trissino                | 2-8           | 26 giu.       |

| Andata (7ª) | Andata (7ª) | Settima giornata                   | Ritorno (18ª) | Ritorno (18ª) |
|             |             |                                    |               |               |
| 3 apr.      | 7-5         | AFP Giovinazzo-Trissino            | 1-3           | 3 lug.        |
| 3 apr.      | 0-2         | Atletico Forte dei Marmi-Goriziana | 1-8           | 3 lug.        |
| 3 apr.      | 6-4         | Follonica-Novara                   | 3-9           | 3 lug.        |
| 3 apr.      | 1-1         | Grosseto-Laverda Breganze          | 1-2           | 3 lug.        |
| 3 apr.      | 5-1         | Monza-Amatori Lodi                 | 2-0           | 3 lug.        |
| 3 apr.      | 4-5         | Pordenone-Triestina                | 9-2           | 3 lug.        |

| Andata (8ª) | Andata (8ª) | Ottava giornata                         | Ritorno (19ª) | Ritorno (19ª) |
|             |             |                                         |               |               |
| 10 apr.     | 1-3         | Amatori Lodi-Pordenone                  | 2-2           | 10 lug.       |
| 10 apr.     | 4-4         | Atletico Forte dei Marmi-AFP Giovinazzo | 5-11          | 10 lug.       |
| 10 apr.     | 9-1         | Goriziana-Triestina                     | 8-4           | 10 lug.       |
| 10 apr.     | 6-3         | Laverda Breganze-Follonica              | 1-7           | 10 lug.       |
| 10 apr.     | 9-3         | Novara-Grosseto                         | 5-3           | 10 lug.       |
| 10 apr.     | 3-3         | Trissino-Monza                          | 1-6           | 10 lug.       |

| Andata (9ª) | Andata (9ª) | Nona giornata                  | Ritorno (20ª) | Ritorno (20ª) |
|             |             |                                |               |               |
| 24 apr.     | 6-6         | AFP Giovinazzo-Goriziana       | 0-1           | 17 lug.       |
| 24 apr.     | 3-4         | Grosseto-Follonica             | 4-5           | 17 lug.       |
| 24 apr.     | 5-1         | Monza-Atletico Forte dei Marmi | 4-3           | 17 lug.       |
| 24 apr.     | 4-2         | Novara-Laverda Breganze        | 6-7           | 17 lug.       |
| 24 apr.     | 3-3         | Pordenone-Trissino             | 5-7           | 17 lug.       |
| 24 apr.     | 0-5         | Triestina-Amatori Lodi         | 0-20          | 17 lug.       |

| Andata (10ª) | Andata (10ª) | Decima giornata                           | Ritorno (21ª) | Ritorno (21ª) |
|              |              |                                           |               |               |
| 1º mag.      | 5-3          | AFP Giovinazzo-Monza                      | 1-1           | 24 lug.       |
| 1º mag.      | 5-2          | Amatori Lodi-Novara                       | 9-1           | 24 lug.       |
| 1º mag.      | 1-3          | Atletico Forte dei Marmi-Laverda Breganze | 5-11          | 24 lug.       |
| 1º mag.      | 4-1          | Follonica-Triestina                       | 7-5           | 24 lug.       |
| 1º mag.      | 6-2          | Goriziana-Pordenone                       | 1-6           | 24 lug.       |
| 1º mag.      | 2-3          | Trissino-Grosseto                         | 1-2           | 24 lug.       |

| \| Andata (11ª) \| Andata (11ª) \| Undicesima giornata \| Ritorno (22ª) \| Ritorno (22ª) \| \| \| \| \| \| \| \| 15 mag. \| 7-3 \| Laverda Breganze-Goriziana \| 1-1 \| 31 lug. \| \| 15 mag. \| 4-3 \| Monza-Follonica \| 7-6 \| 31 lug. \| \| 15 mag. \| 6-3 \| Novara-Atletico Forte dei Marmi \| 3-8 \| 31 lug. \| \| 15 mag. \| 4-1 \| Pordenone-Grosseto \| 5-4 \| 31 lug. \| \| 15 mag. \| 0-5 \| Triestina-AFP Giovinazzo \| 6-20 \| 31 lug. \| \| 15 mag. \| 2-0 \| Trissino-Amatori Lodi \| 1-6 \| 31 lug. \| |              |                                 |               |               |
| Andata (11ª) | Andata (11ª) | Undicesima giornata             | Ritorno (22ª) | Ritorno (22ª) |
| |              |                                 |               |               |
| 15 mag. | 7-3          | Laverda Breganze-Goriziana      | 1-1           | 31 lug.       |
| 15 mag. | 4-3          | Monza-Follonica                 | 7-6           | 31 lug.       |
| 15 mag. | 6-3          | Novara-Atletico Forte dei Marmi | 3-8           | 31 lug.       |
| 15 mag. | 4-1          | Pordenone-Grosseto              | 5-4           | 31 lug.       |
| 15 mag. | 0-5          | Triestina-AFP Giovinazzo        | 6-20          | 31 lug.       |
| 15 mag. | 2-0          | Trissino-Amatori Lodi           | 1-6           | 31 lug.       |

## Spareggio scudetto
| Arbitro: | Antonio De Pietri (Reggio nell'Emilia) |

|                                                                                               |            |                                                                                              |
| Maculan 5'43", 26'34" M. Saccardo 13'39" Girardelli 16'25", 34'42", 41'28" R. Saccardo 22'55" | Marcatori  | 38'10", 42'07", 45'42", 49'55" Villani                                                       |
| Stella Maculan Pallaro M. Saccardo R. Saccardo Basso Cerato Girardelli Guerra Rizzitelli      | Formazioni | G. Citterio Campana Casiraghi De Bleecker Villani Biava Caprotti R. Citterio Fossati Sormani |
| Leoni                                                                                         | Allenatori | Motta                                                                                        |

## Verdetti
| Verdetto                          | Club                           |
| --------------------------------- | ------------------------------ |
| Campione d'Italia 1976            | Laverda Breganze (1º titolo)   |
| Qualificato in Coppa dei Campioni | Laverda Breganze               |
| Qualificato in Coppa delle Coppe  | Novara                         |
| Retrocesse in Serie B             | Atl. Forte dei Marmi Triestina |

### Squadra campione
| N° | Naz.              | Ruolo | Sportivo                   |  |  |  |
| -- | ----------------- | ----- | -------------------------- |  |  |  |
| ?  | Italia (bandiera) | P     | Loris Basso                |  |  |  |
| ?  | Italia (bandiera) | E     | Aronne Cerato              |  |  |  |
| ?  | Italia (bandiera) | E     | Franco Girardelli (1958)   |  |  |  |
| ?  | Italia (bandiera) | E     | Mariano Guerra (1955)      |  |  |  |
| ?  | Italia (bandiera) | E     | Carlo Maculan (1957)       |  |  |  |
| ?  | Italia (bandiera) | E     | Giovanni Pallaro           |  |  |  |
| ?  | Italia (bandiera) | E     | Fabio Rizzitelli (1957)    |  |  |  |
| ?  | Italia (bandiera) | E     | Mario Saccardo (1948)      |  |  |  |
| ?  | Italia (bandiera) | E     | Renato Saccardo (1951)     |  |  |  |
| ?  | Italia (bandiera) | P     | Giambattista Stella (1951) |  |  |  |

- Allenatore:  Eugenio Leoni

## Statistiche del torneo

### Capoliste solitarie
|    | —— | —— | ——    | ——    | —— | ——   | —— | ——   | ——  | ——  | ——               | ——               | ——               | ——               | ——               | ——               | ——               | ——               | ——  | ——   | ——  | —— |  |
|    |    |    | Monza | Monza |    | Mon. |    | Mon. |     |     | Laverda Breganze | Laverda Breganze | Laverda Breganze | Laverda Breganze | Laverda Breganze | Laverda Breganze | Laverda Breganze | Laverda Breganze |     | Bre. |     |    |  |
|    |    |    |       |       |    |      |    |      |     |     |                  |                  |                  |                  |                  |                  |                  |                  |     |      |     |    |  |
|    |    |    |       |       |    |      |    |      |     |     |                  |                  |                  |                  |                  |                  |                  |                  |     |      |     |    |  |
| 1ª | 2ª | 3ª | 4ª    | 5ª    | 6ª | 7ª   | 8ª | 9ª   | 10ª | 11ª | 12ª              | 13ª              | 14ª              | 15ª              | 16ª              | 17ª              | 18ª              | 19ª              | 20ª | 21ª  | 22ª |    |  |

### Classifica in divenire
|                      | 1ª | 2ª | 3ª | 4ª | 5ª | 6ª | 7ª | 8ª | 9ª | 10ª | 11ª | 12ª | 13ª | 14ª | 15ª | 16ª | 17ª | 18ª | 19ª | 20ª | 21ª | 22ª |
| -------------------- | -- | -- | -- | -- | -- | -- | -- | -- | -- | --- | --- | --- | --- | --- | --- | --- | --- | --- | --- | --- | --- | --- |
| AFP Giovinazzo       | 0  | 0  | 1  | 1  | 1  | 3  | 5  | 6  | 7  | 9   | 11  | 13  | 15  | 15  | 17  | 17  | 17  | 17  | 19  | 19  | 20  | 22  |
| Amatori Lodi         | 0  | 0  | 2  | 4  | 4  | 4  | 4  | 4  | 6  | 8   | 8   | 8   | 10  | 10  | 10  | 12  | 14  | 14  | 15  | 17  | 19  | 21  |
| Atl. Forte dei Marmi | 0  | 2  | 2  | 2  | 4  | 4  | 4  | 5  | 5  | 5   | 5   | 7   | 7   | 7   | 9   | 9   | 11  | 11  | 11  | 11  | 11  | 13  |
| Goriziana            | 0  | 2  | 3  | 3  | 4  | 6  | 8  | 10 | 11 | 13  | 13  | 15  | 15  | 15  | 16  | 16  | 18  | 20  | 22  | 24  | 24  | 25  |
| Grosseto             | 0  | 2  | 2  | 4  | 6  | 8  | 9  | 9  | 9  | 11  | 13  | 13  | 15  | 17  | 18  | 20  | 20  | 20  | 20  | 20  | 22  | 22  |
| Laverda Breganze     | 2  | 2  | 3  | 5  | 7  | 9  | 10 | 12 | 12 | 14  | 16  | 18  | 20  | 22  | 22  | 24  | 25  | 27  | 27  | 29  | 31  | 32  |
| Monza                | 2  | 4  | 6  | 8  | 9  | 9  | 11 | 12 | 14 | 14  | 16  | 16  | 16  | 18  | 20  | 22  | 23  | 25  | 27  | 29  | 30  | 32  |
| Novara               | 2  | 2  | 4  | 6  | 7  | 9  | 9  | 11 | 13 | 13  | 15  | 15  | 17  | 19  | 19  | 21  | 21  | 23  | 25  | 25  | 25  | 25  |
| Follonica            | 2  | 4  | 6  | 6  | 8  | 8  | 10 | 10 | 12 | 14  | 14  | 14  | 14  | 16  | 18  | 18  | 18  | 18  | 20  | 22  | 24  | 24  |
| Pordenone            | 2  | 4  | 4  | 6  | 6  | 6  | 6  | 8  | 9  | 9   | 11  | 11  | 11  | 11  | 11  | 13  | 15  | 17  | 18  | 18  | 20  | 22  |
| Triestina            | 2  | 2  | 2  | 2  | 2  | 2  | 4  | 4  | 4  | 4   | 4   | 4   | 4   | 4   | 4   | 4   | 4   | 4   | 4   | 4   | 4   | 4   |
| Trissino             | 0  | 0  | 1  | 1  | 2  | 4  | 4  | 5  | 6  | 6   | 8   | 10  | 12  | 14  | 16  | 16  | 18  | 20  | 20  | 22  | 22  | 22  |

### Record squadre
- Maggior numero di vittorie: Laverda Breganze e Monza (14)
- Minor numero di vittorie: Triestina (2)
- Maggior numero di pareggi: Goriziana (5)
- Minor numero di pareggi: Follonica e Triestina (0)
- Maggior numero di sconfitte: Laverda Breganze e Monza (4)
- Minor numero di sconfitte: Triestina (20)
- Miglior attacco: Novara (112 reti realizzate)
- Peggior attacco: Triestina (52 reti realizzate)
- Miglior difesa: Amatori Lodi (53 reti subite)
- Peggior difesa:  Triestina (174 reti subite)
- Miglior differenza reti: Monza (+31)
- Peggior differenza reti: Triestina (-122)

### Classifica cannonieri
| Gol |  |  | Giocatore        | Squadra        |
| --- |  |  | ---------------- | -------------- |
| 47  |  |  | Francesco Frasca | AFP Giovinazzo |